# SønderjyskE
A SønderjyskE, teljes nevén SønderjyskE Elitesport egy dán labdarúgócsapat. Székhelyük Haderslevben van, jelenleg az első osztályban szerepelnek. Bár a klubot már 1906-ban megalapították, nagyobbrészt alacsonyabb osztályokban szerepelt. Csak az utóbbi pár évben szerepelt többször is az első osztályban.
Stadionjuk a Haderslev Fodboldstadion, amely 10 000 néző befogadására alkalmas.

## Jelenlegi keret
2021. augusztus 19-i állapot szerint.
| #  |     | Poszt | Név                                           |
| -- | --- | ----- | --------------------------------------------- |
| 1  | AUS | K     | Lawrence Thomas                               |
| 2  | DNK | V     | Stefan Gartenmann                             |
| 3  | SWE | V     | Emil Holm                                     |
| 4  | CMR | V     | Duplexe Tchamba                               |
| 5  | DNK | V     | Marc Dal Hende                                |
| 6  | AUT | V     | Philipp Schmiedl                              |
| 7  | DEN | KP    | Julius Eskesen                                |
| 8  | DEN | KP    | Emil Kornvig (kölcsönben a Spezia csapatától) |
| 10 | DEN | CS    | Anders K. Jacobsen                            |
| 12 | DEN | V     | Pierre Kanstrup                               |
| 14 | ISL | CS    | Kristófer Kristinsson                         |
| 16 | DEN | KP    | Jannick Liburd                                |
| 17 | HUN | KP    | Prosser Dániel (kölcsönben az MTK csapatától) |

| #  |     | Poszt | Név               |
| -- | --- | ----- | ----------------- |
| 19 | DEN | V     | Mads Winther      |
| 21 | DEN | V     | Jeppe Simonsen    |
| 22 | DEN | KP    | Emil Frederiksen  |
| 23 | DNK | KP    | Mads Hansen       |
| 24 | DNK | KP    | Rasmus Vinderslev |
| 25 | NGA | CS    | Abdulrahman Taiwo |
| 26 | DNK | V     | Patrick Banggaard |
| 27 | NED | V     | Robin Schouten    |
| 28 | DNK | K     | Nicolai Flø       |
| 29 | CMR | KP    | Victor Ekani      |
| 32 | DNK | KP    | Lasse Haysen      |
| 77 | NGA | CS    | Rilwan Hassan     |
| 90 | DEN | KP    | Mads Albæk        |

## Sikerei
- Dán bajnokság

Ezüstérmes: 1 alkalommal (2015–16)
- Dán kupa

Győztes: 1 alkalommal (2019–20)
Döntős: 1 alkalommal (2020–21)
- 1. Division bajnokság

Bajnok: 1 alkalommal (2004–05)
Ezüstérmes: 1 alkalommal (2007–08)

## Külső hivatkozások
- Hivatalos weboldal
- Hivatalos szurkolói oldal
- Nem hivatalos szurkolói oldal Archiválva 2016. március 29-i dátummal a Wayback Machine-ben